# Людвіг фон Мізес
Людвіг фон Мізес (нім. Ludwig Heinrich Edler von Mises; 29 вересня 1881, Львів, Австро-Угорщина — 10 жовтня 1973, Нью-Йорк, США) — економіст Австрійської школи єврейського походження, захисник ідей класичного лібералізму. Послідовний критик економічної бази соціалізму, глибокий аналіз культури ринкових відносин якого став основою класичної ліберальної перспективи політичної економії та правової держави. Брат математика і механіка Ріхарда фон Мізеса.

## Біографія

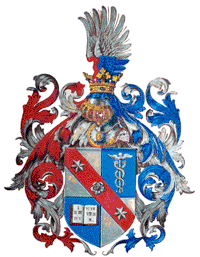
Герб Маєра Рахмієля Мізеса — прадіда Людвіга фон Мізеса отриманий від Франца-Йосифа I

Народився 29 вересня 1881 р. в заможній єврейській родині в будинку № 13 по вулиці Гнатюка (на той час пол. ul. Jagiellonska) у Львові. Батько — Артур фон Мізес, мати Адель Мізес (в дівочості Ландау).
Навчався у Віденському університеті, де (у 27 років) здобув докторський науковий ступінь.
Л. фон Мізес — учень австрійського економіста О. Бем-Баверка. Його перша наукова праця «Теорія грошей та кредиту» (1912) принесла автору європейську популярність. У 1909—1934 Людвіг фон Мізес — економічний радник, пізніше головний економічний радник Австрійської торговельної палати. Вчений — один з тих, хто врятував Австрію від гіперінфляції на початку 20-х років XX століття, створив Інститут досліджень економічних циклів, директором якого призначив Фрідріха фон Гаєка — свого колишнього учня, майбутнього лауреата Нобелівської премії (відзначена праця присвячена теорії комерційного циклу Мізеса). У ці ж роки організував відомі приватні економічні семінари, в роботі яких брали участь найкращі молоді європейські економісти і з якого вийшла ціла плеяда майбутніх видатних знавців економіки. 1922 — опублікував свою наступну важливу працю «Соціалізм: економічний і соціологічний аналіз», в якій аргументовано довів, що соціалізм і промислова економіка — не сумісні. Застосування соціалістичних принципів в економіці неминуче призводить до хаосу й стагнації. Наступні праці Л. фон Мізеса «Епістемологічні (гносеологічні) проблеми економіки» та «Елементарні основи економічної науки».
З приходом до влади в Німеччині націонал-соціалістів Людвіг фон Мізес емігрує до Женеви, де пише «Національну економіку» — спочатку проігноровану європейською аудиторією, а пізніше віднайдену, перекладену на англійську мову й видану кілька разів, як і підсумкова праця вченого «Людська діяльність: Трактат з економічної теорії» (900 сторінок).
З 1940 — Людвіг фон Мізес у США. У новій праці «Бюрократія» (1944), написаній за океаном, він дав глибокий аналіз ситуацій, коли держава втручається в господарську діяльність суспільства й довів, що це протиприродно.
У США Людвіг фон Мізес не досяг тої популярності й розуміння, які мав у Європі, викладаючи у Відні та Женеві. Його ідеї не завжди підтримувалися. Проте вчений і в Америці займався викладацькою діяльністю і був одним з найстаріших професорів США.

## Науковий доробок
Головним принципом і висхідним пунктом формування економічної стратегії держави вважав індивіда з його потребами і засобами їх задоволення.
Він розробив теорію циклів підприємницької діяльності (бізнес-циклів) і концепцію неможливості раціонального ведення господарства і здійснення економічного розрахунку в умовах планово-централізованої економіки. За умов такої моделі господарювання, на думку Л. фон Мізеса, неможливий економічний розрахунок, оскільки ціни не віддзеркалюють попиту й пропозиції і перестають служити вказівником того, в якому напрямі необхідно розвиватися виробництву, щоб забезпечити належну економічну рівновагу. Тому держава в даному разі не володіє інституційними можливостями для регулювання економічними процесами, і «регульована економіка соціалізму» насправді перетворюється на царство свавілля творців плану. Тобто вона стає запланованим хаосом. Якщо не існує вільного ринку — не існує й механізму цін, а отже — не має й методологічних основ для здійснення економічного розрахунку.
Л. фон Мізес піддав гострій критиці політику державного інтервенціонізму як державного втручання в господарське життя. В наукових працях «Лібералізм», «Критика інтервенціонізму» він розвиває тези про те, що найбільш раціональною і зваженою державною політикою може бути лише лібералізм, надання цілковитої свободи суб'єктам ринкових відносин, оскільки абсолютними основами цивілізації є розподіл праці, приватна власність і вільний обмін ресурсами.
Точність наукових передбачень Л. фон Мізеса забезпечили його ідеям непроминальну цінність. Критика антикапіталістичної ментальності, всіх форм шовінізму та фашизму в їхніх зв'язках з економікою тоталітарних держав, запропонована Л. фон Мізесом та його учнем Ф. Гаєком — лауреатом Нобелівської премії, актуальна й сьогодні. Австрійський вчений зробив фундаментальний внесок у галузі світової соціально-політичної науки та епістемології (гносеології).
Пропаганда ідей Л. фон Мізеса триває й сьогодні. Італійські вчені Д. Антісері та Л. Інфантіно видали антологію найвідоміших праць Л. Фон Мізеса «Індивід, ринок і правова держава», яка відкриває широким колам читачів зміст ліберальних традицій двох останніх століть.
Хесус Уерта де Сото стверджує, що аналіз соціальної реальності вимагає правильного поєднання наступних трьох підходів: теоретичного ( Людвіг фон Мізес ), історико-еволюційного ( Фрідріх Гаєк ) та етичного ( Мюррей Ротбард )

## Семінари Людвіга фон Мізеса
Працюючи керівником фінансового управління і генеральним секретарем Віденської торгової палати, Л. фон Мізес у 1920-1934 рр. щоп'ятниці вів економічний семінар (Privatseminar), який відвідували не тільки його учні, але й, за особистим запрошенням ведучого, відомі економісти з усього світу Фрідріх Хаєк, Фріц Махлуп, Готтфрід фон Хаберлер, Оскар Моргенштерн, Пауль Розенштейн-Родан, Фелікс Кауфман, Альфред Шюц, Ріхард фон Штрігль, Карл Менгер (математик, син Карла Менгера, засновника Австрійської школи), Еріх Фогелін. Крім німецькомовних учасників, семінар відвідували науковці з Великої Британії та США. Ведення семінару дозволяло Л. фон Мізесу чинити вагомий вплив на економічну політику своєї країни.
В еміграції у США, працюючи у Ньо-Йоркському університеті, Людвіг фон МІзес відновив ведення семінару з осени 1948 р. по весну 1969 р. Серед множини учасників другого семінару виділяються Мюррей Ротбард та Ізраель Кірцнер.

## Інститут Мізеса
Інститут австрійської економіки Людвіга фон Мізеса, або Інститут Мізеса (англ. Ludwig von Mises Institute for Austrian Economics, or Mises Institute) — австрійський некомерційний мозковий центр з економіки та лібертаріанства зі штаб-квартирою в Оберні, штат Алабама, США.  

## Звання та нагороди
- почесний доктор Нью-Йоркського університету;
- почесний  доктор Фрайбурзького університету (м. Фрайбург-у-Брайсгау, Німеччина);
- нагороджений Австрійським почесним знаком "За науку та мистецтво" (1962 р.);
- почесний член Американської економічної спілки  (1969 р.).

## Основні твори

### Теорія грошей та кредиту, 1912
Нім. "Theorie des Geldes und der Umlaufsmittel".
Перша праця Людвіга фон Мізеса стала класичним трактатом з грошової теорії майже у всіх країнах континентальної Європи. У ній він застосував суб'єктивізм й динамічну австрійську концепцію до теорії грошей й зв'язав цінність грошей з теорією граничної корисності.

### Соціалізм: економічний та соціологічний аналіз, 1922
Нім. Die Gemeinwirtschaft: Untersuchungen über den Sozialismus.
У цьому творі Людвіг фон Мізес довів неможливість економічного розрахунку при соціалізмі (проблема економічного розрахунку; калькуляційний аргумент), спираючись на індивідулістичний підхід при формуванні ринкової інформації. 

### Лібералізм, 1927
«Лібералізм» (оригінальна німецька назва: Liberalismus) - книга містить економічний аналіз та критику соціалізму. Захищає класичну ліберальну ідеологію, засновану на правах приватної власності. Перше англійське видання 1962 року мало назву «Вільна і процвітаюча співдружність» (The Free and Prosperous Commonwealth), а не «Лібералізм», оскільки Мізес вважав, що дослівний переклад створить плутанину, оскільки термін «лібералізм» після Нового курсу і особливо в 1960-х роках став широко використовуватися в США для позначення лівоцентристської політики, яка підтримує певний ступінь державного втручання в економіку.

### Всемогутній уряд: сходження тотальної держави та тотальна війна, 1944
Англ. Omnipotent Government: The Rise of Total State and Total War.
У книзі представлено критику політичних, соціальних та економічних ідеологій, які визначили історію Західної Європи і США впродовж останніх 200 років. Автор детально аналізує, як у специфічних історичних і географічних умовах у Німеччині ці ідеології (етатизм і націоналізм) породили прагнення до автаркії і завоювань, ставши причиною Другої світової війни. Мізес першим показав, що нацизм і фашизм представляють собою тоталітарні колективістичні системи, маючи набагато більшого з комунізмом, аніж з капіталізмом вільного ринку. Більше того, вони є логічним наслідком неприборканого етатизму і мілітаризму дофашистських суспільств. У просоченій марксизмом інтелектуальній атмосфері 1940-х років встановлений Мізесом зв'язок фашизму з марсксистським соціалізмом став справжнім шоком. 

### Бюрократія, 1944
Англ. Bureaucracy.
Основною мотивацією автора до написання книги стало його непокоєння поширенням соціалістичних ідеалів і зростання бюрократизації економічного життя. Хоча він не заперечує необхідності певних бюрократичних структур для безперебійної роботи будь-якої цивілізованої держави, він не погоджується з тим, наскільки вони домінували в суспільному житті європейських країн і Сполучених Штатів. Мета автора – продемонструвати, що негативні сторони бюрократії не є наслідком поганої політики чи корупції, як це прийнято вважати суспільством. Натомість, пояснює він, ці проблеми обов’язково вбудовані в бюрократичні структури. Вони зумовлені самими завданнями, які постає перед такою системою. Тому основна частина книги присвячена порівнянню приватного підприємництва з одного боку та бюрократичних установ / державного підприємства з іншого.

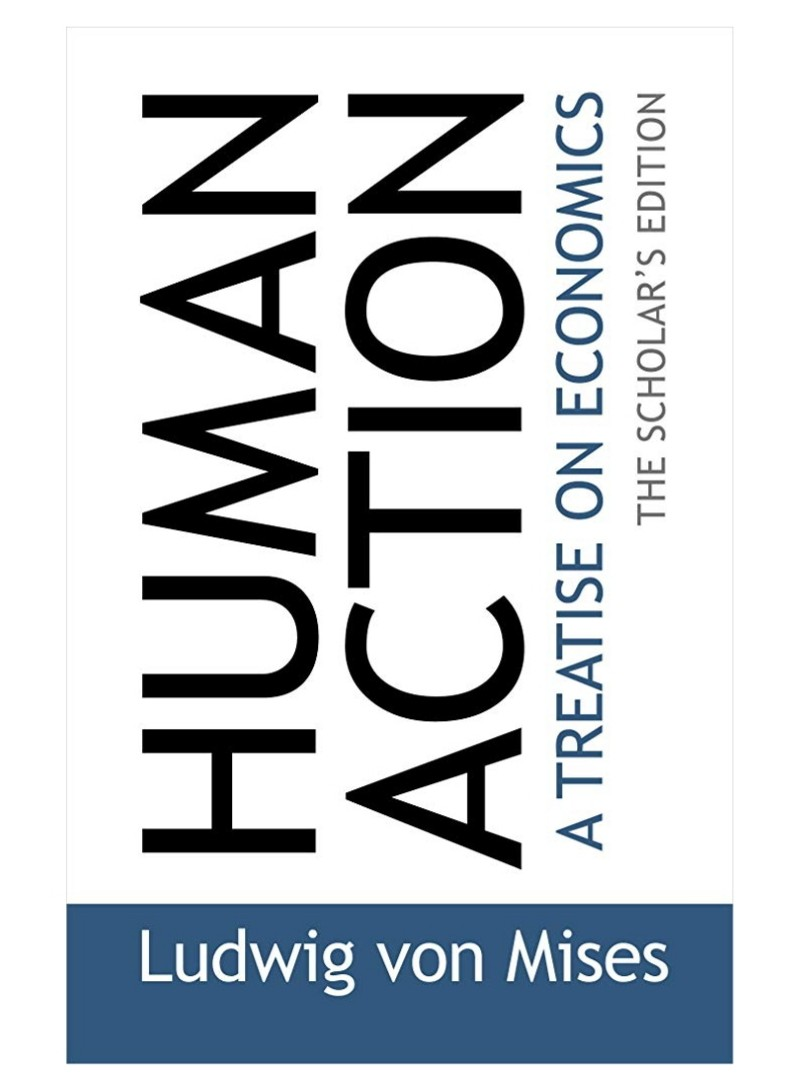

### Людська діяльність: трактат з економічній теорії, 1949
Англ. Human Action: A Treatise on Economics
Основною працею, або magnum opus Л. фон Мізеса вважається саме "Людська діяльність".
- Перше видання було надруковане в 1949 році видавництвом Єльського університету.
- Виправлене та розширене друге видання побачило світ в 1963. Це видання, надруковане в тому ж видавництві, було повне помилок і необхідно було видати оновлену версію зроблену іншим редактором.[6].
- Виправлене третє видання побачило світ у 1966 році у видавництві Henry Regney.
- Четверте видання було надруковане в 1966 році під редакцією Bettina B. Greaves. Було надруковане як з твердою обкладинкою в одному томі (Liberty Fund, ISBN 0-86597-630-9) та у чотирьох томах з паперовою обкладинкою (Liberty Fund, ISBN 0-86597-631-7), так і в одному томі з паперовою обкладинкою (Fox & Wilkes, ISBN 0-930073-18-5).
- В 1998 Інститут імені Людвіга фон Мізеса випустив перше видання для дослідників ISBN 0-945466-24-2.

### Теорія та історія: Інтерпретація соціальної та економічної еволюції, 1957
Theory and History: An Interpretation of Social and Economic Evolution
Цей трактат можна розглядати як продовження розвитку мізесіанської системи соціальних наук. Це надає подальшу епістемологічну підтримку його попереднім роботам, особливо «Людській діяльності». Мізес розробляє методологічний дуалізм, розвиває концепцію тимології – історичної галузі науки про людську діяльність – і представляє свою критику марксистського матеріалізму.

### Інші праці
- Економічна криза та її причини [Архівовано 24 червня 2016 у Wayback Machine.]
- Економічні обчислення в соціалістичному господарстві [Архівовано 12 листопада 2010 у Wayback Machine.] - Австрійська економічна школа українською
- Первинні основи економічної науки ("The Ultimate Foundation of Economic Science [Архівовано 23 травня 2020 у Wayback Machine.]")

### Каталог праць Мізеса
Людвіг фон МІзес опублікував 22 книги і сотні статей і монографій з економічних питань, які Беттіна Бієн Грівз та Роберт Макгі каталогізували і анотували у двох томах: (BIen Greaves B., McGee R. W. (1993) Mises: An annotated bibliography. New York: Foundation for Economic Education (ISBN 0-910614-79-2).

## Переклади українською
- Економічна криза та її причини (англ. The Causes of the Economic Crisis початкова назва англ. On the Manipulation of Money and Credit, 1978) (завантажити [Архівовано 24 червня 2016 у Wayback Machine.], переклад Василь Буколик)
- Економічні обчислення в соціалістичному господарстві (англ. Economic Calculation in the Socialist Commonwealth, 1920) (завантажити [Архівовано 12 листопада 2010 у Wayback Machine.], переклад «Австрійська економічна школа українською»)
- Людвіг фон Мізес. Бюрократія [Текст] / Пер. з англ. М. З. Буника. — Львів : ЛРІДУ НАДУ, 2021. — 184 с.
- Людвіг фон Мізес. Лібералізм / пер. з англ. Валентин Хохлов. — К. : WellBooks, 2024. — 303 с.

Меморіальна дошка Людвігу фон Мізесу. Львів, вул. В.Гнатюка 13

## Пам'ять
4 жовтня 2011 року було у Львові на будинку № 13 на вул. В. Гнатюка було відкрито меморіальну дошку.

## Читання Мізеса
Міжнародний інститут свободи (ILI) у 2024 р. започаткував проведення щорічної міжнародної науково-практичної конференції «Читання Мізеса» у м. Львів, приурочених до дати народження Людвіга фон Мізеса —29 вересеня. Перші «Читання Мізеса 2024. Від забуття до відродження» відбулися 28 вересня 2024 на базі Українського католицього університету.